# Hans Eduard Meier
Hans Eduard Meier, né le 30 décembre 1922 à Horgen (Suisse) et mort le 15 juillet 2014, à Horgen , est un créateur de caractères suisse. Il a créé la police d'écriture néohumaniste Syntax dans les années 1960 chez Stempel. Parmi ses autres créations de fontes typographiques figurent le Barbedor (1984), le Letter, le Lapidar et le Syndor.  

## Biographie
Hans Eduard Meier, après un apprentissage de compositeur de typographe à Horgen (de 1939 à 1942),  effectue sa formation à l'École des arts appliqués de Zurich de 1943 à 1945, où il fréquente les cours de dessin de lettre d'Alfred Willimann (qui a également formé Adrian Frutiger, Jean Widmer, Emil Ruder et Josef Müller-Bröckmann).  
En 1948, il part à Paris, où il travaille comme graphiste indépendant, et fréquente les cours de l'École Estienne. En 1950, il retourne à Zurich pour enseigner à l'École des arts appliqués – il exercera cette fonction pendant trente-six années, jusqu'en 1986. 

## Ecrits
Hans Eduard Meier est l'auteur d'une brochure didactique éditée en trois langues, Die Schrift-Entwicklung / The Development of Script and Type / Le Développement des Caractères. Publiée en 1959 par l'éditeur Niggli, elle a connu au cours des années plus d'une dizaine de rééditions.

## Polices de caractères dessinées par Hans Eduard Meier
- Syntax - conception de 1955 à 1964, publication en plomb par Stempel AG de 1968 à 1972, publication numérique par Adobe en 1984.
- Barbedor - 1984.
- ITC Syndor - 1986, International Typeface Corporation.
- Letter (Syntax Letter) - 1992, Linotype.
- Oberon - 1992.
- SNB-Alphabet - 1994, caractère pour les billets de banque suisses.
- Lapidar (Syntax Lapidar) - 1995, Linotype.
- LTSyntax - 1997, Linotype.
- Syntax Serif - 1999, Linotype.
- ABC-Schulschrift - caractère développé pour l'apprentissage de l'écriture dans les écoles suisses, 2001-2008.
- Elysa - 2002, Elsner+Flake.
- Gesta Antiqua - 2004, Elsner+Flake
- Meier Kapitalis - 2012-2014, Elsner+Flake